# ساحرتي
ساحرتي (بالهندية: Yehh Jadu Hai Jinn Ka!؛ ويعني "هذا سحر الجن!") هو مسلسل درامي خيالي هندي، عُرض على قناة ستار بلس الهندية من 14 أكتوبر 2019 إلى 14 نوفمبر 2020. المسلسل من بطولة فيكرام سينغ شوهان وأديتي شارما، وتمت دبلجته إلى اللغة العربية وعرضه على قناة إم بي سي بوليوود.

## القصة
تدور أحداث المسلسل حول أمان جنيد خان (فيكرام سينغ شوهان)، وهو "نواب" ثري ووسيم، لكنه ملعون بظل جن مظلم يسيطر عليه أحيانًا ويمنحه قوى خارقة. على الجانب الآخر، روشني أحمد (أديتي شارما) هي فتاة بسيطة ومرحة، تمتلك قلبًا نقيًا وتُعرف بأنها "أيانا"، أي شخص يحمل قلب ملاك وقادر على حماية أمان من تأثير الجن.
يضطر أمان للزواج من روشني، معتقدًا في البداية أنها فتاة مادية، وذلك لإنقاذ والدته من لعنة الجن القوية. تبدأ علاقتهما بالعداوة وسوء الفهم، ولكن سرعان ما يكتشف أمان طبيعة روشني الحقيقية، وتنشأ بينهما قصة حب عميقة. يواجه الزوجان معًا العديد من التحديات الخارقة للطبيعة، حيث يقاتلان ضد قوى الظلام والجن الأشرار الذين يسعون للسيطرة على أمان أو إيذائه، بما في ذلك شقيقه التوأم المفقود كبير (أرهان بهل)، الذي يعود للانتقام.

## فريق العمل
| الممثل            | الشخصية                      |
| ----------------- | ---------------------------- |
| فيكرام سينغ شوهان | أمان جنيد خان                |
| أديتي شارما       | روشني أحمد / روشني أمان خان  |
| سميتا بانسال      | بارفين جنيد خان (والدة أمان) |
| سوشانت سينغ       | جنيد خان (والد أمان)         |
| أرهان بهل         | كبير جنيد خان (شقيق أمان)    |
| سوربي جيوتي       | ليلى / تشاندني (ظهور خاص)    |

## البث والدبلجة
عُرض المسلسل في الهند على قناة ستار بلس بواقع 218 حلقة. وفي العالم العربي، قامت قناة إم بي سي بوليوود بعرض النسخة المدبلجة من المسلسل تحت عنوان "ساحرتي"، وحقق نجاحًا ملحوظًا بين محبي الدراما الهندية الخيالية.